# Thttpd
thttpd (tiny/turbo/throttling HTTP server) é um servidor web de código aberto do  ACME Laboratories, projetado para ser simples, pequeno, portável, seguro, consume poucos recursos para sua execução. Baseado em uma única thread de execução, é compatível com a maior parte dos sistemas operacionais similares ao Unix, incluindo FreeBSD, SunOS 4, Solaris 2, BSD/os, Linux e OSF. Ainda que possa ser empregado como um substituto singelo de servidores enriquecidos de múltiplas funcionalidades, ele é especialmente adequado a servir grande volume de requisições de dados estáticos, por exemplo um servidor de imagens. O "t" inicial significa tanto tiny, turbo, ou throtling.
thttpd tem a funcionalidade de bandwidth throttling, a qual não está presente em outros servidores web de open source, como o Apache (embora throttling  esteja disponível como um módulo[ligação inativa] add-on para Apache).  Esta característica permite ao administrador do servidor limitar a taxa máxima de bits na qual certos tipos de arquivos poderão ser transferidos. Por exemplo, o administrador poderá restringir a tranferência de images JPEG ao máximo de 20 kilobytes por segundo. Isto evita que a conexão torne-se saturada de modo que o servidor permanecerá respondendo sob grande carga, em troca da redução da velocidade de transferência de cada arquivo individual.
O servidor é compatível com o protocolo HTTP versão 1.1, IPv6, geração de logs no formato CERN's common log (com uso de um utilitário que acompanha o pacote), autenticação básica HTTP Digest, SSI, CGI 1.1 e suporte a servidores virtuais.

## Segurança
A simplicidade de seu projeto é um fator preponderante para ser um software mais seguro e robusto. Entretanto, não implementa o protocolo HTTPS. Para acrescentar esta funcionmalidade, é necessário lançar mão de outro software como stunnel.